# Helligdomsklipperne

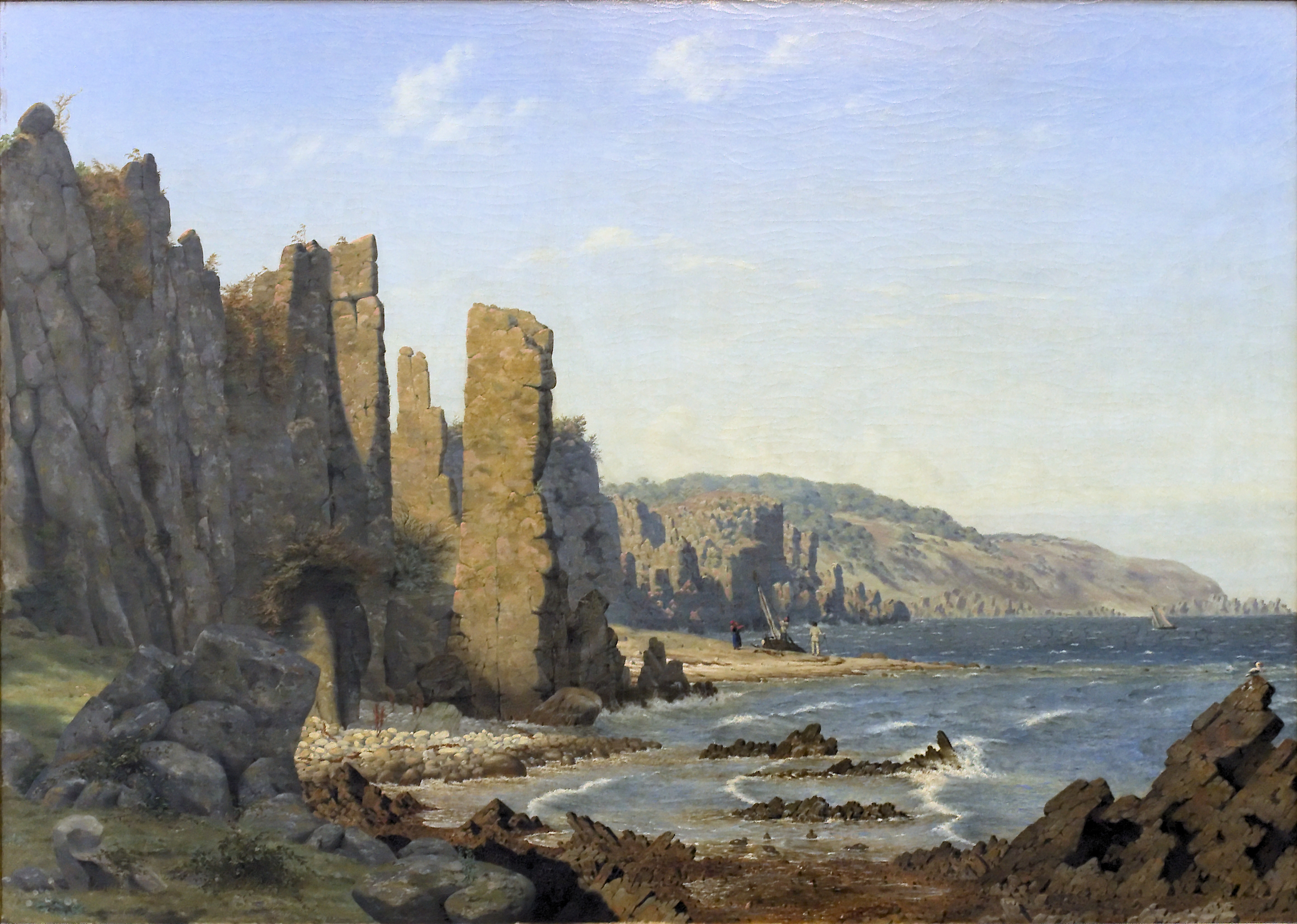
Vilhelm Kyhn (1843)
Lyseklippen nabij Rø op Bornholm
olieverf op doek; 107,5 × 150 cm
Statens Museum for Kunst.

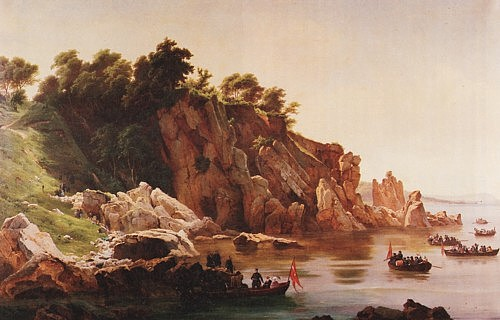
Anders Christian Lunde (1851)
Frederik VII's aankomst bij Helligdomsklipperne

Helligdomsklipperne (soms vertaald als "Heiligdomsrotsen") is de benaming voor meerdere rotsformaties in de omgeving van Helligdommen (Het Heiligdom) tussen Gudhjem en Tejn op het eiland Bornholm. Dit gebied werd in 1970 eigendom van het Deens Natuurfonds.
Tijdens de ijstijd lag het grootste gedeelte van de kust onder zeeniveau, maar toen het ijs verdween kwam het eiland hoger te liggen. Dit 500 meter lange deel van de kust ligt ca. 20 meter boven zeeniveau. De rotsformaties aan de kust met diepe grotten en steile ruwe granietzuilen van 22 meter ontstonden door eeuwenlange weersinvloeden.
In de middeleeuwen was hier een heilige waterbron, Rø Kjijla, die – vooral met Sankt Hans – door melaatsen en andere zieken werd bezocht. Hier was ook het Trefoldighedskapel waar men zijn kwalen kon verlichten met het bronwater.
De rotsformaties zijn een geliefde attractie bij toeristen. Enkele van die rotsmuren dragen namen als Lyseklippen(Lichtrotsen), Mågetårnet (Meeuwentoren), Sorte Gryde (Zwarte Pot) en Våde Ovn (Natte Oven).

## Galerij
Er zijn verschillende soorten lijsterbessen tussen de rotsen te vinden, zoals de wilde lijsterbes. Ook de prachtanjer, struikhei, eik, berk en jeneverbes groeien er in de directe omgeving..

Helligdomsklipperne
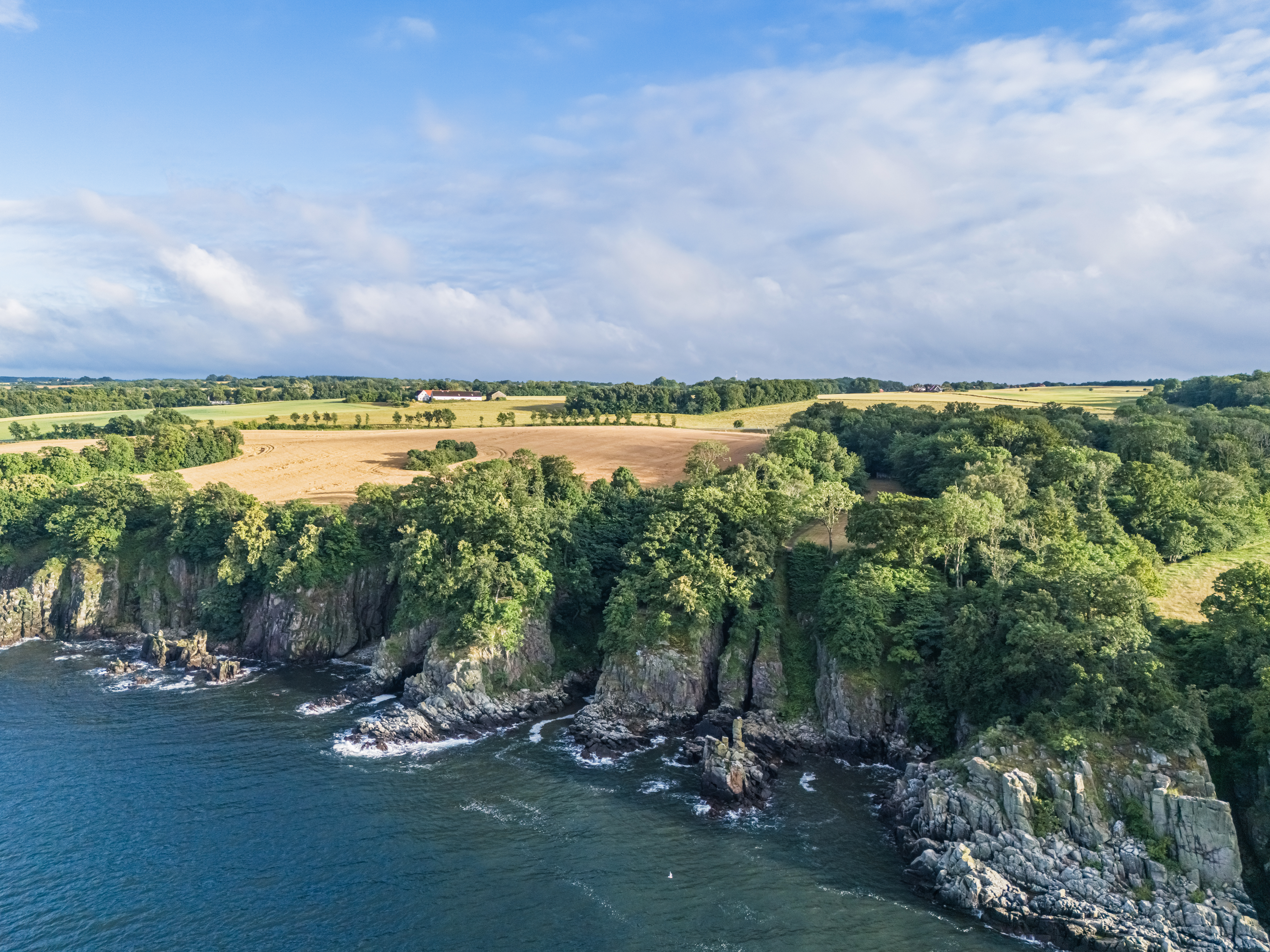
Luchtfoto
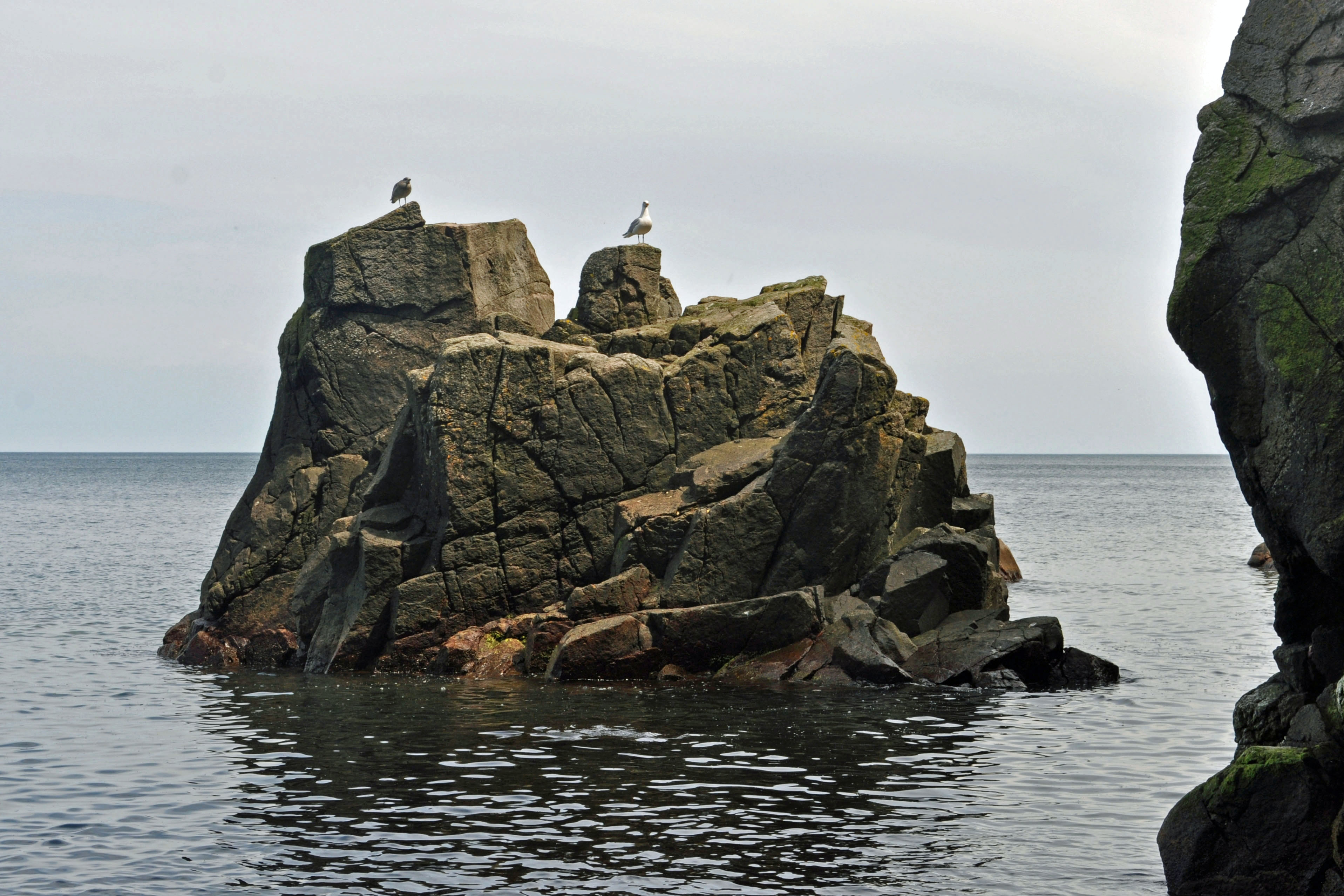
Helligdomsklipperne
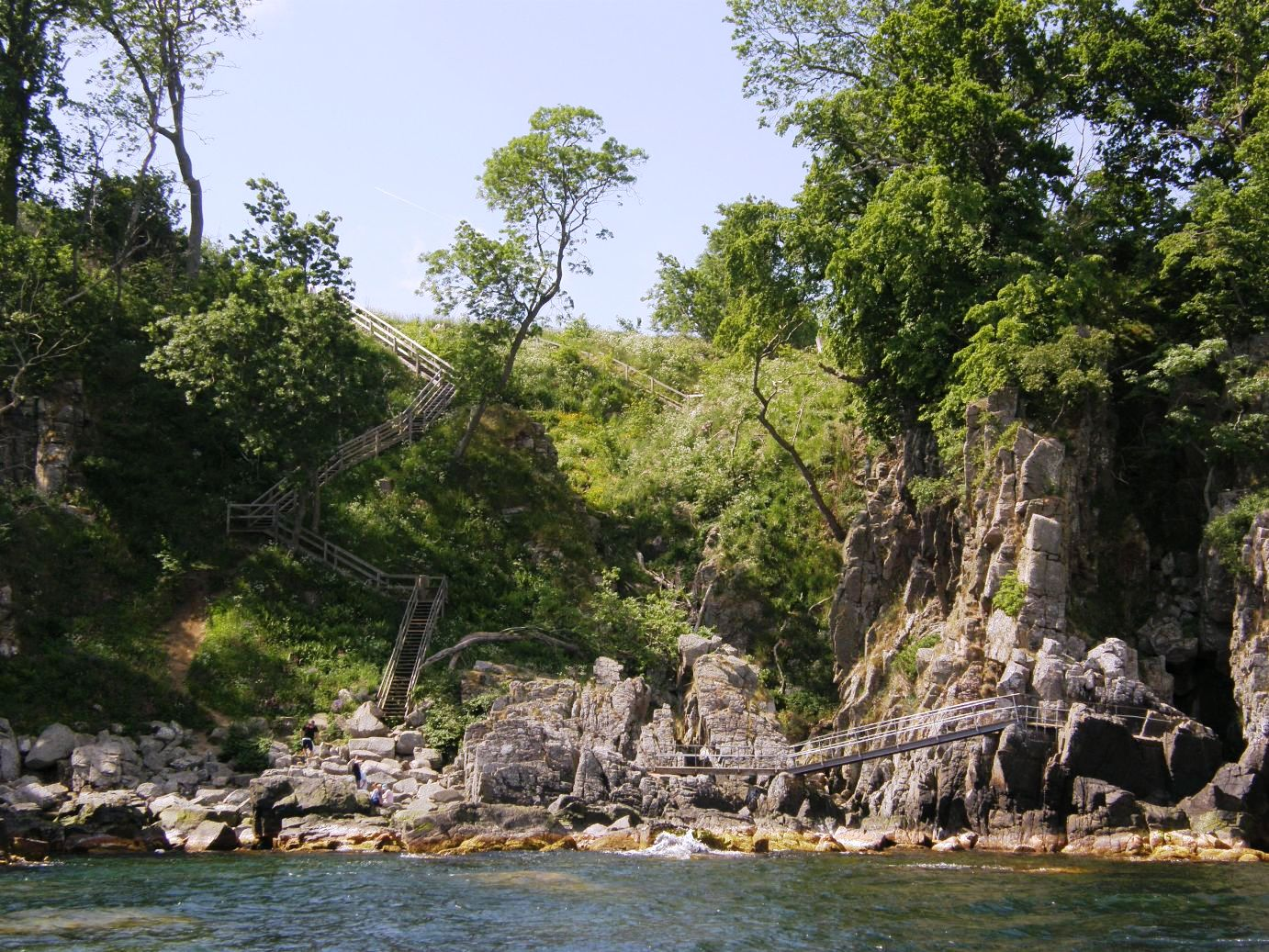
Helligdomsklipperne met trappenpad

## Trivia
- Op loopafstand van Helligdomsklipperne werd in 1992 het Bornholms Kunstmuseum gebouwd, dat het jaar erop zijn deuren opende.
- Vaak maken toeristen een rondvaart langs de kust van Helligdomsklipperne met MS Thor vanaf de haven van Gudhjem.

Steden: Aakirkeby · Allinge-Sandvig · Hasle · Nexø · Rønne

Dorpen: Aarsdale · Balka · Gudhjem · Klemensker · Listed · Lobbæk · Nyker · Nylars · Østerlars · Østemarie · Pedersker · Snogebæk · Sorthat-Muleby · Svaneke · Tejn · Vestermarie

Buurtschappen: Arnager · Årsballe · Boderne · Bodilsker · Bølshavn · Dueodde · Helligpeder · Ibsker · Knudsker · Melsted · Olsker · Poulsker · Rø · Rutsker · Sandkås · Smørenge · Stenseby · Teglkås · Vang

Omgeving op en nabij Bornholm: Almindingen · Christiansø · Døndalen · Ekkodalen · Ertholmene · Frederiksø · Gryet · Hammeren · Paradisbakkerne · Rytterknægten · Stammershalle · Troldeskoven